# Nadrodzina immunoglobulin
Nadrodzina immunoglobulin (synonim: białka immunoglobulinopodobne, ang. immunoglobulin superfamily, IgSF) – grupa białek wyodrębniona na podstawie istnienia w ich strukturze tzw. splotu immunoglobulinowego. Większość członków tej rodziny to białka o masie cząsteczkowej 70-100 kDa. Nadrodzina immunoglobulin jest uznawana za największą grupę białek o podobnej budowie. Na podstawie analizy genomu człowieka zidentyfikowano 756 genów, których produkty białkowe zawierają domenę immunoglobulinową. Białka immunoglobulinopodobne spotykane są również u bakterii, a ich analiza wskazuje, że pochodzą one od genów eukariotycznych i zostały nabyte w trakcie ewolucji na drodze poziomego transferu genów. 
Klasyfikacja białek w obrębie rodziny immunoglobulin opiera się na rozmiarze cząsteczek, ich funkcji oraz rodzaju domeny immunoglobulinowej (por. splot immunoglobulinowy). Na podstawie tych właściwości wyróżnia się następujące kategorie białek immunoglobulinopodobnych:
- receptory dla antygenów - białka swoiście rozpoznające antygeny, występujące na powierzchni limfocytów T i B (przeciwciała, TCR);
- cząsteczki prezentujące antygen - białka wiążące fragmenty antygenów, wytwarzane przez komórki prezentujące antygen (białka głównego układu zgodności tkankowej, beta-2 mikroglobulina);
- koreceptory - białka wspomagające działanie receptorów rozpoznających antygen, wiążące określone cząsteczki głównego układu zgodności tkankowej (CD4, CD8, CD19);
- cząsteczki sygnałowe związane z receptorami rozpoznającymi antygen - białka niezbędne do zapoczątkowania sygnału biegnącego od receptorów dla antygenu (CD3, CD79a, CD79b);
- cząsteczki kostymulatorowe - białka biorące udział w kostymulacji limfocytów (np. CD28, CD80, CD86, CTLA-4);
- receptory komórek NK (np. KIR, ILT, NCR);
- inne receptory leukocytów (np. LILR);
- cząsteczki adhezyjne - białka zaangażowane we wzmacnianie połączeń między komórkami (np. CD2, NCAM, ICAM-1);
- receptory dla cytokin (np. receptor dla IL-6, receptor dla CSF);
- receptory dla czynników wzrostu (np. CD117)
- kinazy/fosfatazy receptorowe (np. PTPRM, PTPRK);
- receptory wiążące immunoglobuliny (np. CD32);
- białka niesklasyfikowane, nienależące do żadnej z powyższych kategorii (np. butyrofiliny, CD7, CD90).

Należy zwrócić uwagę, że powyższa lista zawiera jedynie grupy w obrębie nadrodziny immunoglobulin, ale inne białka z podanych grup mogą należeć do innych rodzin. Przykładowo, nie wszystkie receptory dla cytokin oraz cząsteczki adhezyjne należą do nadrodziny immunoglobulin.